# Prova de les tres fases
La prova de les tres fases del Conveni de Berna, o test de les tres etapes (en anglès, three step test), és una referència per les excepcions o límits als drets d'autor prevista en diferents tractats internacionals sobre els drets d'autor.
Va ser formulada el 1967 en l'Acta d'Estocolm del Conveni de Berna, en l'article 9.2, i s'ha inclòs, entre d'altres, en l'article 5.5 de la Directiva europea sobre drets d'autor (2001/29/CE del 22 de maig del 2001). S'interpreta com a criteri uniformitzador que estableix les condicions que han de complir les possibles excepcions al dret exclusiu de reproducció. És una prova del dret convencional, tant de lege ferenda (de llei a fer) com de lege lata (de llei vigent), per controlar l'aplicació, la interpretació o l'existència en drets interns.
Les tres fases són:
- que es permeti només en casos concrets;
- que no entri en conflicte amb l'explotació normal de l'obra o prestació; i
- que no perjudiqui injustificadament els interessos legítims del titular dels drets.